# Tibouchina panicularis
Tibouchina panicularis là một loài thực vật có hoa trong họ Mua. Loài này được (Naudin) Britton ex Cogn. miêu tả khoa học đầu tiên năm 1890.